# 酒井兵庫
酒井兵庫（さかいひょうご、生年不詳 - 慶應元年（1865年）7月）新選組會計部人員。 攝州住吉人。參與池田屋事件，得到十五両之賞金。 新選組行軍錄中、與原田左之助及山崎蒸同列。 酒井於慶應元年7月脫離組織。 
逃走的理由很多說法、最有力的說法是 : 酒井工作的地方，經常被存放屍體，因為恐懼所以逃走。
有說在酒井逃離後，被新選組追捕，給沖田總司親手斬殺。 板橋的墓碑中有刻上酒井的名字。